# Anabel Torres
Anabel Torres (Bogotà, 1948) è una scrittrice, poetessa e traduttrice colombiana.
Ha studiato lingue moderne nell'Università di Antioquia (Medellín) ed un Master in genere e sviluppo nella Scuola Superiore di Studi Sociali di L'Aia. È stato vicedirettrice della Biblioteca Nazionale di Colombia

## Opere
- Casi poesía (1975)
- La mujer del esquimal (1981)
- Las bocas del amor (1982)
- Poemas (1987)
- Medias nonas (1992)
- Poemas de guerra (Barcellona, 2000)
- En un abrir y cerrar de hojas (Saragozza, 2001)
- Agua herida (2004)
- El origen y destino de las especies de la fauna masculina paisa (2009)

## Premi
- Premio nacional de poesía Universidad de Nariño, 1974
- Premio nacional de poesía Universidad de Antioquia, 1980
- Premio nacional de poesía de Roldanillo, Ediciones Embalaje, Museo Rayo, 1987

## Reference
- TORRES, Anabel. Medias Nonas. Editorial Universidad de Antioquia, Colección Celeste. 242 páginas, Medellín, 1992. ISBN 9586550346
- TORRES, Anabel. Agua herida. Ediciones Árbol de papel, Bogotà, 2004. ISBN 9583361119